# Vlkov (district de Žďár nad Sázavou)
Pour les articles homonymes, voir Vlkov.
Vlkov (en allemand : Wilkau) est une commune du district de Žďár nad Sázavou, dans la région de Vysočina, en Tchéquie. Sa population s'élevait à 285 habitants en 2020.

## Géographie
Vlkov se trouve à 4,5 km au nord de Velká Bíteš, à 32,5 km au sud-est de Žďár nad Sázavou, à 33 km à l'est-sud-est de Brno, à 45 km à l'est-sud-est de Jihlava à 153 km au sud-est de Prague.
La commune est limitée par Březí au nord, par Březské à l'est et au sud, par Velká Bíteš et Záblatí au sud-ouest, et par Osová Bítýška à l'ouest et au nord-ouest.

## Histoire
La première mention écrite de la localité date de 1364.

## Transports
Par la route, Vlkov se trouve à 5 km de Velká Bíteš, à 35 km de Žďár nad Sázavou, à 40 km de Brno, à 51 km de Jihlava et à 171 km de Prague.